# Quinta Conferência Geral do Episcopado Latino-Americano e do Caribe

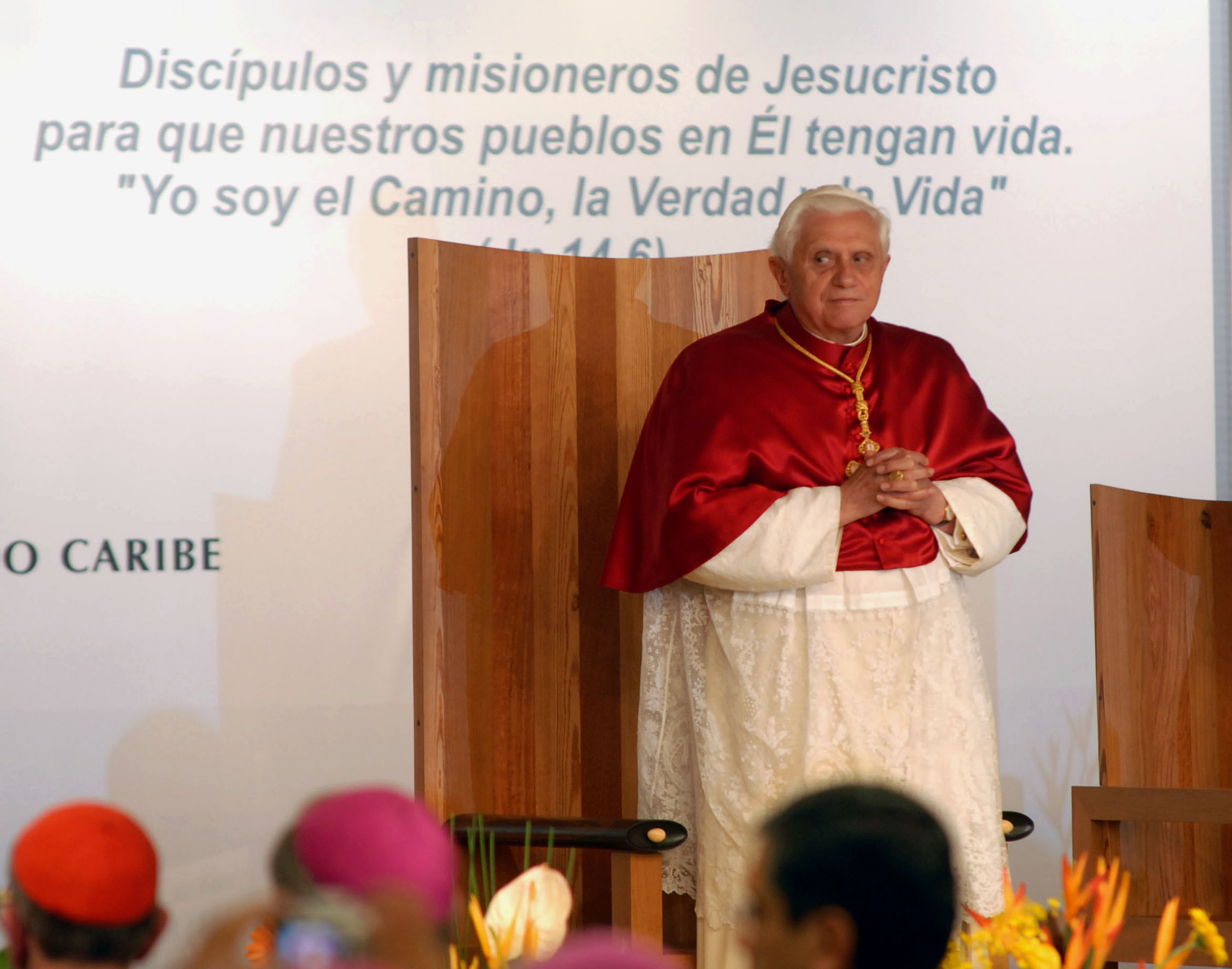
Papa Bento XVI faz a abertura solene da conferência.

A V Conferência Geral do Episcopado Latino-americano e do Caribe, ou Conferência de Aparecida, foi inaugurada pelo Papa Bento XVI, em Aparecida, no dia 13 de maio e encerrou no dia 31 de maio de 2007. 
O tema da Quinta Conferência foi: “Discípulos e Missionários de Jesus Cristo, para que nele nossos povos tenham vida”, inspirado na passagem do Evangelho de João que narra “Eu sou o Caminho, a Verdade e a Vida” (Jo 14,6).
A Conferência foi convocada pelo Papa João Paulo II e confirmada pelo Papa Bento XVI. A conferência é organizada pelo Conselho Episcopal Latino-Americano, sob a orientação da Pontifícia Comissão para a América Latina. O regulamento da Quinta Conferência foi aprovado no dia 8 de abril de 2006.
A Conferência utiliza a ferramenta wiki para a preparação de seus textos de discussão.

## Temas

### Sociedade e Igreja na atualidade
- Sociedade: sistema econômico e mundo globalizado; questão ecológica, Amazônia; questões de gênero; povos indígenas e afro-descedentes.
- Igreja: tradição latino-americana, identidade e contribuição para a vida de nossos povos.

### Jesus Cristo, Reino e discipulado
- Um encontro vivo com Jesus Cristo para o discipulado
- Experiência cristã pessoal, que leve a um compromisso missionário
- O primado da Palavra de Deus e do Reino
- Mística de comunhão

### Igreja e missão
- Uma Igreja missionária na América Latina e Caribe hoje
- A família formadora da fé dos novos discípulos
- Os ministérios leigos, diaconal e presbiteral e suas perspectivas
- A Eucaristia como centro da comunidade e o ministério ordenado
- A Virgem Aparecida, discípula e missionária, e o rosto dos povos da AL e do Caribe

### Desafios e diretrizes pastorais
- Os novos desafios da globalização: incidências antropológicas, religiosas e culturais
- Questões em torno à vida, família, moral sexual, ética e bioética
- Integração latino-americana e caribenha
- As novas comunidades de vida na Igreja
- A presença dos cristãos na sociedade (na política, no mundo profissional)
- Os ministérios (ordenados e não ordenados) numa Igreja de comunhão e participação
- Relacionamento da igreja da América Latina com Roma
- A auto-sustentação da Igreja numa economia de comunhão
- A pastoral urbana: a cidade, seus novos sujeitos sociais e eclesiais e as periferias
- A pastoral midiática (comunidade real - virtual)
- A pastoral da mobilidade humana e das migrações
- O diálogo ecumênico, inter-religioso e cultural

### Opções básicas da Igreja na América Latina  e no Caribe
- A opção pelos pobres e pelos jovens no contexto do terceiro milênio
- As Comunidades Eclesiais de Base como opção criativa de ser Igreja na América Latina e Caribe

### A proposta da missão continental
- Em comunidades vivas: a formação da comunidade como “casa e escola de comunhão”
- A religiosidade popular e sua força evangelizadora
- A formação dos leigos em vista do seu protagonismo na evangelização

## Pronunciamentos

### Papa
- Homilia na missa de inauguração da V Conferência Geral do Episcopado da América Latina e do Caribe[1]

Santuário de Aparecida, Aparecida, 13 de maio de 2007.
- Discurso na sessão inaugural dos trabalhos da V Conferência Geral do Episcopado da América Latina e do Caribe[2]

Sala de Conferências do Santuário de Aparecida, Aparecida, 13 de maio de 2007.

### Bispos
- Saudação de Dom Errazurriz, presidente do CELAM ao Papa[3]

- Saudação de Dom Damasceno, Arcebispo de Aparecida, ao Papa[4]

## Participantes
A Conferência congregará 266 participantes, sendo:
- 162 bispos, membros da Conferência;
- 81 convidados entre presbíteros, membros de Institutos de Vida Consagrada, diáconos permanentes, leigos e leigas;
- 8 observadores de outras confissões religiosas e
- 15 peritos.

### Membros
| #                                                                 | Nome                                                 | Cargo, função                                                                                              | País                 |
| Presidentes                                                       | Presidentes                                          | Presidentes                                                                                                | Presidentes          |
| ----------------------------------------------------------------- | ---------------------------------------------------- | --- | -------------------- |
| 1.                                                                | Dom Giovanni Battista Cardeal Re                     | Prefeito da Congregação para os Bispos e Presidente da Pontifícia Comissão para a América Latina           | Cidade do Vaticano   |
| 2.                                                                | Dom Francisco Javier Cardeal Errázuriz Ossa          | Arcebispo de Santiago de Chile Presidente do CELAM                                                         | Chile                |
| 3.                                                                | Dom Geraldo Majella Cardeal Agnelo                   | Arcebispo de São Salvador da Bahia Primaz do Brasil                                                        | Brasil               |
| Secretários                                                       |                                                      | |                      |
| 4.                                                                | Dom Andrés Stanovnik, O.F.M.Cap.                     | Bispo de Reconquista Secretário Geral do CELAM                                                             | Argentina            |
| 5.                                                                | Dom Odilo Pedro Scherer                              | Arcebispo de São Paulo Secretário Geral da CNBB                                                            | Brasil               |
| Cardeais da América Latina                                        |                                                      | |                      |
| 6.                                                                | Dom Jorge Mario Cardeal Bergoglio, S.J.              | Arcebispo de Buenos Aires                                                                                  | Argentina            |
| 7.                                                                | Dom Julio Cardeal Terrazas Sandoval, C.Ss.R.         | Arcebispo de Santa Cruz de la Sierra                                                                       | Bolívia              |
| 8.                                                                | Dom Eusébio Oscar Cardeal Scheid, S.C.I.             | Arcebispo do Rio de Janeiro                                                                                | Brasil               |
| (3)                                                               | Dom Geraldo Majella Cardeal Agnelo                   | Arcebispo de São Salvador de Bahia Primaz do Brasil, Presidente da CNBB                                    | Brasil               |
| 9.                                                                | Dom Pedro Cardeal Rubiano Sáenz                      | Arcebispo de Bogotá Presidente do Comitê Econômico do CELAM                                                | Colômbia             |
| 10.                                                               | Dom Jaime Lucas Cardeal Ortega y Alamino             | Arcebispo de San Cristóbal da Habana                                                                       | Cuba                 |
| (2)                                                               | Dom Francisco Javier Cardeal Errázuriz Ossa          | Arcebispo de Santiago de Chile Presidente do CELAM                                                         | Chile                |
| 11.                                                               | Dom Rodolfo Cardeal Quezada Toruño                   | Arcebispo de Guatemala                                                                                     | Guatemala            |
| 12.                                                               | Norberto Cardeal Rivera Carrera                      | Arcebispo de México                                                                                        | México               |
| 13.                                                               | Dom Oscar Andrés Cardeal Rodríguez Maradiaga, S.D.B. | Arcebispo de Tegucigalpa                                                                                   | Honduras             |
| 14.                                                               | Dom Juan Cardeal Sandoval Íñiguez                    | Arcebispo de Guadalajara                                                                                   | México               |
| 15.                                                               | Dom Juan Luis Cardeal Cipriani Thorne                | Arcebispo de Lima                                                                                          | Peru                 |
| 16.                                                               | Dom Nicolás de Jesús Cardeal López Rodríguez         | Arcebispo de Santo Domingo, Primaz de América                                                              | República Dominicana |
| 17.                                                               | Dom Jorge Liberato Cardeal Urosa Savino              | Arcebispo de Caracas                                                                                       | Venezuela            |
| Presidência do CELAM                                              |                                                      | |                      |
| (2)                                                               | Dom Francisco Javier Cardeal Errázuriz Ossa          | Arcebispo de Santiago de Chile, Presidente                                                                 | Chile                |
| 18.                                                               | Dom Carlos Aguiar Retes                              | Bispo de Texcoco, Primeiro Vice-presidente                                                                 | México               |
| 19.                                                               | Dom Geraldo Lyrio Rocha                              | Arcebispo de Vitória da Conquista, Segundo Vice-presidente                                                 | Brasil               |
| (9)                                                               | Dom Pedro Cardeal Rubiano Sáenz                      | Arcebispo de Bogotá, Presidente do Comitê Econômico                                                        | Colômbia             |
| (4)                                                               | Dom Andrés Stanovnik, O.F.M.Cap.                     | Bispo de Reconquista, Secretário Geral                                                                     | Argentina            |
| Presidência da Pontifícia Comissão Para América Latina            |                                                      | |                      |
| (1)                                                               | Dom Giovanni Battista Cardeal Re                     | Prefeito da Congregação para os bispos Presidente da Pontifícia Comissão para América Latina               | Cidade do Vaticano   |
| 20.                                                               | vacante                                              | Vice-presidente da Pontifícia Comissão para América Latina                                                 | Cidade do Vaticano   |
| Presidentes das Conferências Episcopais da América Latina         |                                                      | |                      |
| 21.                                                               | Dom Robert Kurtz, C.R.                               | Bispo de Hamilton nas Bermudas, Vice-presidente da Conferencia Episcopal                                   | Bermudas             |
| (6)                                                               | Dom Jorge Mario Cardeal Bergoglio, S.J.              | Arcebispo de Buenos Aires                                                                                  | Argentina            |
| (7)                                                               | Dom Julio Cardeal Terrazas Sandoval, C.Ss.R.         | Arcebispo de Santa Cruz da Sierra                                                                          | Bolívia              |
| (3)                                                               | Dom Geraldo Majella Cardeal Agnelo                   | Arcebispo de São Salvador de Bahia Primaz do Brasil                                                        | Brasil               |
| 22.                                                               | Dom Alejandro Goic Karmelic                          | Bispo de Rancagua                                                                                          | Chile                |
| 23.                                                               | Dom Luis Augusto Castro Quiroga, I.M.C.              | Arcebispo de Tunja                                                                                         | Colômbia             |
| 24.                                                               | Dom José Francisco Ulloa Rojas                       | Bispo de Cartago                                                                                           | Costa Rica           |
| 25.                                                               | Dom Juan da C. García Rodríguez                      | Arcebispo de Camagüey                                                                                      | Cuba                 |
| 26.                                                               | Dom Néstor Rafael Herrera Heredia                    | Bispo de Machala                                                                                           | Equador              |
| 27.                                                               | Dom Fernando Sáenz Lacalle                           | Arcebispo de San Salvador                                                                                  | El Salvador          |
| 28.                                                               | Dom Álvaro Leonel Ramazzini Imeri                    | Bispo de San Marcos                                                                                        | Guatemala            |
| 29.                                                               | Dom Louis Kébreau, SDB                               | Bispo de Hinche                                                                                            | Haiti                |
| (13)                                                              | Dom Oscar Andrés Cardeal Rodríguez Maradiaga, S.D.B. | Arcebispo de Tegucigalpa                                                                                   | Honduras             |
| (18)                                                              | Dom Carlos Aguiar Retes                              | Bispo de Texcoco, Primeiro Vice-presidente do CELAM                                                        | México               |
| 30.                                                               | Dom Leopoldo José Brenes Solórzano                   | Arcebispo de Managua                                                                                       | Nicarágua            |
| 31.                                                               | Dom José Luis Lacunza Maestrojuán, O.A.R.            | Bispo de David                                                                                             | Panamá               |
| 32.                                                               | Dom Ignacio Gogorza Izaguirre, S.C.I.                | Bispo de Encarnación                                                                                       | Paraguai             |
| 33.                                                               | Dom Héctor Miguel Cabrejos Vidarte, O.F.M.           | Arcebispo de Trujillo                                                                                      | Peru                 |
| 34.                                                               | Dom Roberto Octavio González Nieves, O.F.M.          | Arcebispo de San Juan                                                                                      | Porto Rico           |
| 35.                                                               | Dom Ramón Benito De La Rosa y Carpio                 | Arcebispo de Santiago de os Caballeros                                                                     | República Dominicana |
| 36.                                                               | Dom Carlos María Collazzi Irazabal, S.D.B.           | Bispo de Mercedes                                                                                          | Uruguai              |
| 37.                                                               | Dom Ubaldo Ramón Santana Sequera, FMI                | Arcebispo de Maracaibo                                                                                     | Venezuela            |
| Delegados eleitos pelas conferências episcopais da América Latina |                                                      | |                      |
| 38.                                                               | Dom Luigi Antonio Secco, S.D.B.                      | Bispo de Willemstad                                                                                        | Antilhas             |
| 39.                                                               | Dom Donald James Reece                               | Bispo de St. John’s-Basseterre (Antígua)                                                                   | Antilhas             |
| 40.                                                               | Dom Robert Rivas, O.P.                               | Arcebispo de Kingstown                                                                                     | Antilhas             |
| 41.                                                               | Dom Agustín Roberto Radrizzani, S.D.B.               | Bispo de Lomas de Zamora                                                                                   | Argentina            |
| 42.                                                               | Dom Luis Héctor Villalba                             | Arcebispo de Tucumán                                                                                       | Argentina            |
| 43.                                                               | Dom Marcelo Angiolo Melani                           | Bispo de Neuquén                                                                                           | Argentina            |
| 44.                                                               | Dom Carlos José Ñáñez                                | Arcebispo de Córdoba                                                                                       | Argentina            |
| 45.                                                               | Dom José María Arancibia                             | Arcebispo de Mendoza                                                                                       | Argentina            |
| 46.                                                               | Dom Juan Rubén Martínez                              | Bispo de Posadas                                                                                           | Argentina            |
| 47.                                                               | Dom José María Arancedo                              | Arcebispo de Santa Fé                                                                                      | Argentina            |
| 48.                                                               | Dom Guillermo José Garlatti                          | Arcebispo de Bahia Blanca                                                                                  | Argentina            |
| 49.                                                               | Dom Sergio Alfredo Fenoy                             | Bispo de San Miguel                                                                                        | Argentina            |
| 50.                                                               | Dom Edmundo Luis Abastoflor Montero                  | Arcebispo de La Paz                                                                                        | Bolívia              |
| 51.                                                               | Dom Sergio Gualberti Calandrina                      | Bispo Auxiliar de Santa Cruz                                                                               | Bolívia              |
| 52.                                                               | Dom Ricardo Ernesto Centellas Guzmán                 | Bispo Auxiliar de Potosí                                                                                   | Bolívia              |
| 53.                                                               | Dom Raymundo Damasceno Assis                         | Arcebispo de Aparecida                                                                                     | Brasil               |
| 54.                                                               | Dom Walmor Oliveira de Azevedo                       | Arcebispo de Belo Horizonte                                                                                | Brasil               |
| (5)                                                               | Dom Odilo Pedro Scherer                              | Arcebispo de São Paulo, Secretário Geral da CNBB                                                           | Brasil               |
| 55.                                                               | Dom Erwin Kräutler, CPPS                             | Bispo Prelado de Xingu                                                                                     | Brasil               |
| 56.                                                               | Dom João Braz de Aviz                                | Arcebispo de Brasília                                                                                      | Brasil               |
| 57.                                                               | Dom Orani João Tempesta, O.Cist.                     | Arcebispo de Belém do Pará                                                                                 | Brasil               |
| 58.                                                               | Dom Dadeus Grings                                    | Arcebispo de Porto Alegre                                                                                  | Brasil               |
| 59.                                                               | Dom Antônio Celso de Queirós                         | Bispo de Catanduva, Vice-presidente da CNBB                                                                | Brasil               |
| 60.                                                               | Dom Orlando Brandes                                  | Arcebispo de Londrina                                                                                      | Brasil               |
| 61.                                                               | Dom Angélico Sândalo Bernardino                      | Bispo de Blumenau                                                                                          | Brasil               |
| 62.                                                               | Dom Itamar Vian, O.F.M.Cap.                          | Arcebispo de Feira de Santana                                                                              | Brasil               |
| 63.                                                               | Dom Alberto Taveira Corrêa                           | Arcebispo de Palmas                                                                                        | Brasil               |
| 64.                                                               | Dom Benedito Beni dos Santos                         | Bispo de Lorena                                                                                            | Brasil               |
| 65.                                                               | Dom Moacyr Grechi, O.S.M.                            | Arcebispo de Porto Velho                                                                                   | Brasil               |
| 66.                                                               | Dom Anuar Battisti                                   | Arcebispo de Maringá                                                                                       | Brasil               |
| 67.                                                               | Dom Sérgio Eduardo Castriani, C.S.Sp.                | Bispo Prelado de Tefé                                                                                      | Brasil               |
| 68.                                                               | Dom Luiz Demétrio Valentini                          | Bispo de Jales                                                                                             | Brasil               |
| 69.                                                               | Dom Dimas Lara Barbosa                               | Bispo Auxiliar de Rio de Janeiro                                                                           | Brasil               |
| 70.                                                               | Dom Luiz Soares Vieira                               | Arcebispo de Manaus                                                                                        | Brasil               |
| 71.                                                               | Dom José Antônio Aparecido Tosi Marques              | Arcebispo de Fortaleza                                                                                     | Brasil               |
| 72.                                                               | Dom Antônio Possamai, S.D.B.                         | Bispo de Ji-Paraná                                                                                         | Brasil               |
| 73.                                                               | Dom Jayme Henrique Chemello                          | Bispo de Pelotas                                                                                           | Brasil               |
| 74.                                                               | Dom Rubén Salazar Gómez                              | Arcebispo de Barranquilla                                                                                  | Colômbia             |
| 75.                                                               | Dom Oscar Urbina Ortega                              | Bispo de Cúcuta                                                                                            | Colômbia             |
| 76.                                                               | Dom Juan Vicente Córdoba Villota                     | Bispo Auxiliar de Bucaramanga                                                                              | Colômbia             |
| 77.                                                               | Dom Jorge Enrique Jiménez Carvajal, CIM              | Arcebispo de Cartagena, Responsável do ITEPAL                                                              | Colômbia             |
| 78.                                                               | Dom Jaime Prieto Amaya                               | Bispo de Barrancabermeja                                                                                   | Colômbia             |
| 79.                                                               | Dom Camilo Fernando Castrellón Pizano, SDB           | Bispo de Tibú                                                                                              | Colômbia             |
| 80.                                                               | Dom Fabio Suescún Mutis                              | Bispo Castrense para Colômbia                                                                              | Colômbia             |
| 81.                                                               | Dom Flavio Calle Zapata                              | Arcebispo de Ibagué                                                                                        | Colômbia             |
| 82.                                                               | Dom Iván Antonio Marín López                         | Arcebispo de Popayán                                                                                       | Colômbia             |
| 83.                                                               | Dom Ricardo Antonio Tobón Restrepo                   | Bispo de Sonsón-Rionegro                                                                                   | Colômbia             |
| 84.                                                               | Dom Ismael Rueda Sierra                              | Bispo de Socorro e San Gil                                                                                 | Colômbia             |
| 85.                                                               | Dom Vittorino Girardi Stellin, M.C.C.I.              | Bispo de Tilarán                                                                                           | Costa Rica           |
| 86.                                                               | Dom Emilio Aranguren Echeverría                      | Bispo de Holguín                                                                                           | Cuba                 |
| 87.                                                               | Dom Héctor Vargas Bastidas, S.D.B.                   | Bispo de Arica                                                                                             | Chile                |
| 88.                                                               | Dom Ricardo Ezzati Andrello, S.D.B.                  | Arcebispo de Concepción                                                                                    | Chile                |
| 89.                                                               | Dom Horacio do Carmen Valenzuela Abarca              | Bispo de Talca                                                                                             | Chile                |
| 90.                                                               | Dom Cristián Caro Cordero                            | Arcebispo de Puerto Montt                                                                                  | Chile                |
| 91.                                                               | Dom Antonio Arregui Yarza, Opus Dei                  | Arcebispo de Guayaquil                                                                                     | Equador              |
| 92.                                                               | Dom Raúl Eduardo Vela Chiriboga                      | Arcebispo de Quito                                                                                         | Equador              |
| 93.                                                               | Dom Ángel Polibio Sánchez Loaiza                     | Bispo de Guaranda                                                                                          | Equador              |
| 94.                                                               | Dom Fausto Gabriel Trávez Trávez, O.F.M.             | Vigário Apostólico de Zamora                                                                               | Equador              |
| 95.                                                               | Dom Miguel Ángel Morán Aquino                        | Bispo de San Miguel                                                                                        | El Salvador          |
| 96.                                                               | Dom Julio Edgar Cabrera Ovalle                       | Bispo de Jalapa                                                                                            | Guatemala            |
| 97.                                                               | Dom Mario Alberto Molina Palma, O.A.R.               | Bispo de Quiché                                                                                            | Guatemala            |
| 98.                                                               | Dom Pierre-Antoine Paulo, O.M.I.                     | Bispo Coadjutor de Port de Paix                                                                            | Haiti                |
| 99.                                                               | Dom Ángel Garachana Pérez, C.M.F.                    | Bispo de San Pedro Sula                                                                                    | Honduras             |
| 100.                                                              | Dom Alberto Suárez Inda                              | Arcebispo de Morelia                                                                                       | México               |
| 101.                                                              | Dom Guillermo Ortiz Mondragón                        | Bispo de Cuautitlán                                                                                        | México               |
| 102.                                                              | Dom José Leopoldo González González                  | Bispo Auxiliar de Guadalajara                                                                              | México               |
| 103.                                                              | Dom Javier Navarro Rodríguez                         | Bispo de San Juan de los Lagos                                                                             | México               |
| 104.                                                              | Dom Rogelio Cabrera López                            | Bispo de Tuxtla Gutiérrez                                                                                  | México               |
| 105.                                                              | Dom Hipólito Reyes Larios                            | Bispo de Orizaba                                                                                           | México               |
| 106.                                                              | Dom Francisco Robles Ortega                          | Arcebispo de Monterrey                                                                                     | México               |
| 107.                                                              | Dom Rodrigo Aguilar Martínez                         | Bispo de Tehuacán                                                                                          | México               |
| 108.                                                              | Dom Faustino Armendáriz Jiménez                      | Bispo de Matamoros                                                                                         | México               |
| 109.                                                              | Dom Felipe Arizmendi Esquivel                        | Bispo de San Cristóbal das Casas                                                                           | México               |
| 110.                                                              | Dom José Luis Chávez Botello                         | Arcebispo de Antequera                                                                                     | México               |
| 111.                                                              | Dom Lázaro Pérez Jimenez                             | Bispo de Celaya                                                                                            | México               |
| 112.                                                              | Dom Ricardo Watty Urquidi, MSpS                      | Bispo de Nuevo Laredo                                                                                      | México               |
| 113.                                                              | Dom René Sócrates Sándigo Jirón                      | Bispo de Juigalpa, Secretário Geral da CEN                                                                 | Nicarágua            |
| 114.                                                              | Dom José Dimas Cedeño Delgado                        | Arcebispo de Panamá                                                                                        | Panamá               |
| 115.                                                              | Dom Adalberto Martínez Flores                        | Bispo de San Pedro                                                                                         | Paraguai             |
| 116.                                                              | Dom Eustaquio Pastor Cuquejo Verga, C.Ss.R.          | Arcebispo de Asunción                                                                                      | Paraguai             |
| 117.                                                              | Dom Ángel Francisco Simón Piorno                     | Bispo de Chimbote                                                                                          | Peru                 |
| 118.                                                              | Dom Pedro Barreto Jimeno, S.J.                       | Arcebispo de Huancayo                                                                                      | Peru                 |
| 119.                                                              | Dom Norbert Klemens Strotmann Hoppe, M.S.C.          | Bispo de Chosica                                                                                           | Peru                 |
| 120.                                                              | Dom José Antonio Eguren Anselmi, SCV                 | Arcebispo de Piura                                                                                         | Peru                 |
| 121.                                                              | Dom Emiliano Cisneros Martínez, O.A.R.               | Bispo de Chachapoyas                                                                                       | Peru                 |
| 122.                                                              | Dom Daniel Turley Murphy, O.S.A.                     | Bispo de Chulucanas                                                                                        | Peru                 |
| 123.                                                              | Dom Rubén Antonio González Medina, C.M.F.            | Bispo de Caguas                                                                                            | Porto Rico           |
| 124.                                                              | Dom José Dolores Grullón Estrella                    | Bispo de San Juan da Maguana                                                                               | República Dominicana |
| 125.                                                              | Dom Gregorio Nicanor Peña                            | Bispo de La Altagracia, Higüey                                                                             | República Dominicana |
| 126.                                                              | Dom Francisco Domingo Barbosa da Silveira            | Bispo de Minas                                                                                             | Uruguai              |
| 127.                                                              | Dom Baltazar Henrique Porras Cardozo                 | Arcebispo de Mérida                                                                                        | Venezuela            |
| 128.                                                              | Dom José Luis Azuaje Ayala                           | Bispo de El Vigía                                                                                          | Venezuela            |
| 129.                                                              | Dom Jesús Alfonso Guerrero Contreras, O.F.M.Cap.     | Vigário Apostólico de Caroní                                                                               | Venezuela            |
| 130.                                                              | Dom José Ángel Divassón Cilveti, S.D.B.              | Vigário Apostólico de Puerto Ayacucho                                                                      | Venezuela            |
| 131.                                                              | Dom Mario do Valle Moronta Rodríguez                 | Bispo de San Cristóbal                                                                                     | Venezuela            |
| Membros nomeados pelo Papa                                        |                                                      | |                      |
| 132.                                                              | Dom Alfonso Cardeal López Trujillo                   | Presidente do Pontifício Conselho para a Família                                                           | Cidade do Vaticano   |
| 133.                                                              | Dom Paul Cardeal Poupard                             | Presidente do Pontifício Conselho da Cultura                                                               | Cidade do Vaticano   |
| 134.                                                              | Dom Jorge Arturo Cardeal Medina Estévez              | Prefeito Emérito da Congregação para o Culto Divino e a Disciplina de os Sacramentos                       | Chile                |
| 135.                                                              | Dom Darío Cardeal Castrillón Hoyos                   | Prefeito Emérito da Congregação para o Clero                                                               | Cidade do Vaticano   |
| 136.                                                              | Dom Cláudio Cardeal Hummes, O.F.M.                   | Prefeito da Congregação para o Clero                                                                       | Cidade do Vaticano   |
| 137.                                                              | Dom Javier Cardeal Lozano Barragán                   | Presidente do Pontifício Conselho para a Pastoral da Saúde                                                 | Cidade do Vaticano   |
| 138.                                                              | Dom Renato Raffaele Cardeal Martino                  | Presidente do Pontifício Conselho Justiça e Paz                                                            | Cidade do Vaticano   |
| 139.                                                              | Dom William Joseph Cardeal Levada                    | Prefeito da Congregação para a Doutrina da Fé                                                              | Cidade do Vaticano   |
| 140.                                                              | Dom Franc Cardeal Rodé, C.M.                         | Prefeito da Congregação para os Institutos de Vida Consagrada e as Sociedades de Vida Apostólica           | Cidade do Vaticano   |
| 141.                                                              | Dom Stanislaw Rylko                                  | Presidente do Pontifício Conselho para os Leigos                                                           | Cidade do Vaticano   |
| 142.                                                              | Dom Marcelo Sánchez Sorondo                          | Chanceler da Pontifícia Academia das Ciências Sociais                                                      | Cidade do Vaticano   |
| 143.                                                              | Dom Mario Antonio Cargnello                          | Arcebispo de Salta                                                                                         | Argentina            |
| 144.                                                              | Cardeal Marc Ouellet                                 | Arcebispo de Québec                                                                                        | Canadá               |
| 145.                                                              | Dom Octavio Ruiz Arenas                              | Arcebispo de Villavicencio                                                                                 | Colômbia             |
| 146.                                                              | Dom Nicolás Cotugno Fanizzi                          | Arcebispo de Montevidéu                                                                                    | Uruguai              |
| 147.                                                              | Dom Georges Kahhlé Zouhaïraty                        | Exarca Apostólico para os fiéis Greco-Melquitas, residentes na Venezuela                                   | Venezuela            |
| Secretário Geral do Sínodo dos Bispos                             |                                                      | |                      |
| 148.                                                              | Dom Nikola Eterović                                  | Arcebispo titular de Sisak, Secretário Geral do Sínodo dos bispos                                          | Cidade do Vaticano   |
| Representantes Pontificios da América Latina                      |                                                      | |                      |
| 149.                                                              | Dom Lorenzo Baldisseri                               | Núncio Apostólico no Brasil                                                                                | Brasil               |
| 150.                                                              | Dom Beniamino Stella                                 | Núncio Apostólico na Colômbia                                                                              | Colômbia             |
| 151.                                                              | Dom Giacinto Berloco                                 | Núncio Apostólico na Venezuela                                                                             | Venezuela            |
| Representantes de conselhos de conferências episcopales           |                                                      | |                      |
| 152.                                                              | John Olorunfemi Onaiyekan                            | Arcebispo de Abuja, Presidente do Simpósio das Conferencias Episcopais de África e Madagascar (S.C.E.A.M.) | Nigéria              |
| 153.                                                              | Péter Cardeal Erdő                                   | Arcebispo de Budapeste, Presidente do Conselho das Conferencias Episcopais Européias (CCEE)                | Suíça                |
| 153b                                                              | Dom José María Yanguas                               | Bispo de Cuenca                                                                                            | Espanha              |
| 154.                                                              | Dom Orlando Beltran Quevedo, OMB                     | Arcebispo de Cotabato, Secretário Geral da Federação das Conferências dos bispos da Ásia (F.A.B.C.)        | China                |
| Bispos de outras conferências episcopais                          |                                                      | |                      |
| 155.                                                              | William Stephen Skylstad                             | Bispo de Spokane, Presidente da Conferencia de bispos Católicos dos Estados Unidos (USCCB)                 | Estados Unidos       |
| 156.                                                              | Dom Ricardo Ramírez, CSB                             | Bispo de Las Cruces                                                                                        | Estados Unidos       |
| 157.                                                              | Dom Plácido Rodríguez, C.M.F.                        | Bispo de Lubbock                                                                                           | Estados Unidos       |
| 158.                                                              | Dom Jaime Soto                                       | Bispo Auxiliar de Orange, Presidente do SCLA                                                               | Estados Unidos       |
| 159.                                                              | Dom Vernon James Weisgerber                          | Arcebispo de Winnipeg, Vice-Presidente da Conferência dos bispos Católicos do Canadá (CECC)                | Canadá               |
| 160.                                                              | Dom Martin William Currie                            | Bispo de Grand Falls                                                                                       | Canadá               |
| 161.                                                              | Dom Ricardo Blázquez Pérez                           | Bispo de Bilbao, Presidente da Conferência Episcopal Espanhola                                             | Espanha              |
| 162.                                                              | Dom Jorge Ferreira da Costa Ortiga                   | Arcebispo de Braga, Presidente da Conferência Episcopal Portuguesa                                         | Portugal             |

### Convidados
| #                                                              | Nome                                        | Cargo, função | País                 |
| Sacerdotes Seculares                                           | Sacerdotes Seculares                        | Sacerdotes Seculares                                                                                              | Sacerdotes Seculares |
| -------------------------------------------------------------- | ------------------------------------------- | --- | -------------------- |
| 163.                                                           | Padre Carl Clark                            | | Antilhas             |
| 164.                                                           | Padre Víctor Manuel Fernández               | Vice-Decano da Faculdade de Teologia Universidade Católica da Argentina                                           | Argentina            |
| 165.                                                           | Padre Marco Abascal                         | Secretario da Pastoral                                                                                            | Bolívia              |
| 166.                                                           | Padre José Pietrobom Rotta                  | Pároco da Paróquia Santo Antônio                                                                                  | Brasil               |
| 167.                                                           | Padre Zanoni Demettino de Castro            | Pároco, Vigário Geral e membro da Comissão Nacional dos Presbíteros (CNP) da CNBB                                 | Brasil               |
| 168.                                                           | Padre Jaime Restrepo Saldarriaga            | Secretario Adjunto do SPEC                                                                                        | Colômbia             |
| 169.                                                           | Padre Julio Rodríguez Ulloa                 | Vigário de Pastoral de San Isidro de El Geral                                                                     | Costa Rica           |
| 170.                                                           | Padre René Ruiz Reyes                       | | Cuba                 |
| 171.                                                           | Padre Freddy Subiabre Matiacha              | Vigário Geral e Pastoral de Punta Arenas                                                                          | Chile                |
| 172.                                                           | Padre José Vicente Eguiguren                | Vigário Episcopal de Pastoral                                                                                     | Equador              |
| 173.                                                           | Padre Jesús Delgado                         | | El Salvador          |
| 174.                                                           | Padre Jorge Ramiro González Camey           | Reitor do Seminário Maior Nacional da Asunción                                                                    | Guatemala            |
| 175.                                                           | Padre Guy Boucicaut                         | | Haiti                |
| 176.                                                           | Padre Germán Cálix                          | Diretor da Pastoral Social Nacional                                                                               | Honduras             |
| 177.                                                           | Padre Rodolfo Reza Palomares                | Reitor do Seminário Diocesano                                                                                     | México               |
| 178.                                                           | Padre Camilo Daniel Pérez                   | Secretario Executivo da Pastoral Social da CEM                                                                    | México               |
| 179.                                                           | Mons. Dr. Agustín Mántica Cuadra            | | Nicarágua            |
| 180.                                                           | Padre Marlo Verar                           | Vigário do Clero Pároco da Paróquia Santa Eduviges de Betania                                                     | Panamá               |
| 181.                                                           | Padre Gumercindo Caputo                     | Secretario Executivo da Coordenação Nacional de Presbíteros                                                       | Paraguai             |
| 182.                                                           | Padre Alberto Maraví Petrozzi               | Reitor do Seminário Conciliar de Santo Toribio                                                                    | Peru                 |
| 183.                                                           | Mons. Juan Rodríguez Orengo                 | | Porto Rico           |
| 184.                                                           | Mons. Lorenzo Vargas Salazar                | Diretor do Instituto Nacional de Pastoral (INP)                                                                   | República Dominicana |
| 185.                                                           | Padre Alejandro Gallessio                   | | Uruguai              |
| 186.                                                           | Mons. Jesús González de Zárate              | | Venezuela            |
| Diáconos permanentes                                           |                                             | |                      |
| 187.                                                           | Diác. Víctor Alejandro Bonelli              | | Argentina            |
| 188.                                                           | Diác. César Bahia                           | | Brasil               |
| 189.                                                           | Diác. Alberto Ferrando Fuentes              | Subdiretor da Escola para a Formação do Diaconato Permanente                                                      | Chile                |
| 190.                                                           | Diác. Jorge Wise da Garza                   | | México               |
| Religiosos e religiosas                                        |                                             | |                      |
| 191.                                                           | Irmã Priscilla Clement, OP                  | | Antilhas             |
| 192.                                                           | Padre Diego J. Fares, SJ                    | | Argentina            |
| 193.                                                           | Irmã Maris Bolzan, SDS                      | Presidente da CRB                                                                                                 | Brasil               |
| 194.                                                           | Frei Víctor Mora Mesén, OFM Conv            | | Costa Rica           |
| 195.                                                           | Irmã Gloria Pérez Pupo, MICM                | | Cuba                 |
| 196.                                                           | Padre Eduardo Pérez-Cotapos Larraín, SSCC   | Conselheiro Geral da Congregação de os Sagrados Corações                                                          | Chile                |
| 197.                                                           | Irmã Alba Arreaga                           | Filhas da Caridade                                                                                                | Equador              |
| 198.                                                           | Irmã María Concepção Echeverría Aguilar     | Superiora Geral da Congregação de Carmelitas de San José                                                          | El Salvador          |
| 199.                                                           | Irmã Raquel Saravia Valdez                  | Superiora local da Congregação da Sagrada Família de Helmet                                                       | Guatemala            |
| 200.                                                           | Padre Gustavo Londoño, CJM                  | Reitor do Seminário Maior                                                                                         | Honduras             |
| 201.                                                           | Irmã Flor de María Vilchez Cuaresma, SMCR   | Superiora da Casa Madre de Cristo Rey                                                                             | Nicarágua            |
| 202.                                                           | Padre José Tomás González Medina, OAR       | Pároco da Paróquia San Agustín                                                                                    | Panamá               |
| 203.                                                           | Irmã Lucía Fabiola Camacho González, H.M.R. | Superiora Geral Irmãs Missionárias Redentoristas                                                                  | Paraguai             |
| 204.                                                           | Padre Héctor Cuadrado Rivera, CMF           | Superior Provincial Missionários Claretianos de Antilhas                                                          | Porto Rico           |
| 205.                                                           | Padre Pedro Gregorio de Jesús Rivas, OAR    | | República Dominicana |
| 206.                                                           | Padre Pedro Lashera, Schp. Piae             | | Venezuela            |
| Leigos                                                         |                                             | |                      |
| 207.                                                           | Sr. Celestino Flores                        | | Bolívia              |
| 208.                                                           | Sra. Clea Anna Carpi da Rocha               | | Brasil               |
| 209.                                                           | Dra. Ilva Myriam Hoyos Castañeda            | | Colômbia             |
| 210.                                                           | Srta. Rita María Petrirena Hernández        | | Cuba                 |
| 211.                                                           | Sra. Loreto Fernández Martínez              | | Chile                |
| 212.                                                           | Sr. Antonio Punyed                          | | El Salvador          |
| 213.                                                           | Sra. María Gracia Zúñiga de Villeda         | | Honduras             |
| 214.                                                           | Lic. Manuel Gómez Granados                  | | México               |
| 215.                                                           | Sra. Jassel Auxiliadora Sandino Rodríguez   | | Nicarágua            |
| 216.                                                           | Sra. Yolanda Díaz                           | | Panamá               |
| 217.                                                           | Sr. Marcos Daniel Casco Espínola            | Secretario Executivo da Coordenação Nacional de Juventude                                                         | Paraguai             |
| 218.                                                           | Dr. José Luis Pérez Guadalupe               | | Peru                 |
| 219.                                                           | Sr. Jorge Iván Vélez                        | | Porto Rico           |
| 220.                                                           | Dr. Julio César Castaños Guzmán             | | República Dominicana |
| 221.                                                           | Sra. Rosario Alves                          | | Uruguai              |
| 222.                                                           | Dr. Mario González Casado                   | | Venezuela            |
| Superiores maiores                                             |                                             | |                      |
| 223.                                                           | Padre Pascual Chávez Villanueva, SDB        | Reitor Geral da Sociedade Salesiana de San Juan Bosco                                                             | México               |
| 224.                                                           | Padre José Rodríguez Carballo, OFM          | Ministro Geral da Ordem dos Frades Menores                                                                        | Espanha              |
| 225.                                                           | Padre Ernesto Cavassa, SJ                   | Presidente da Conferencia de os Provinciais Jesuítas na América Latina                                            | Peru                 |
| 226.                                                           | Irmã M. Esperanza Arboleda Vásquez, M.M.L.  | Superiora Geral das Irmãs Missionárias de Maria Imaculada e Santa Catarina de Siena - Missionárias da Madre Laura | Colômbia             |
| 227.                                                           | Irmã Evelyne Franc, FDC                     | Superiora Geral das Filhas da Caridade San Vicente de Paula                                                       | França               |
| Confederação Latino-americana de Religiosos – CLAR             |                                             | |                      |
| 228.                                                           | Padre Ignacio Antonio Madera Vargas, SDB    | Presidente da Confederação Latino-americana de Religiosos (CLAR)                                                  | Colômbia             |
| 229.                                                           | Irmã María de os Dolores Palencia, HSJL     | Segunda Vice-presidente da CLAR                                                                                   | México               |
| 230.                                                           | Irmão Edgardo Bruzzoni, HSF                 | Membro da Junta Diretiva da CLAR                                                                                  | Uruguai              |
| Confederação de Institutos Seculares na América Latina – CISAL |                                             | |                      |
| 231.                                                           | Srta. María Cristina Ventura González       | Presidenta de Confederação de Institutos Seculares na América Latina (CISAL)                                      | México               |
| 232.                                                           | Padre José María Folqué                     | Neocatecumenal | Brasil               |
| Movimentos eclesiais                                           |                                             | |                      |
| 233.                                                           | Sr. Moysés Louro de Azevedo Filho           | Fundador e Moderador Geral da Comunidade Católica Shalom                                                          | Brasil               |
| 234.                                                           | Dom Filippo Santoro                         | Bispo de Petrópolis, Comunhão e Libertação                                                                        | Brasil               |
| 235.                                                           | Dr. Luis Jensen                             | Família de Schöenstatt                                                                                            | Chile                |
| 236.                                                           | Sra. Pilar Escudero de Jensen               | Família de Schöenstatt                                                                                            | Chile                |
| 237.                                                           | Sr. Luis Fernando Figari                    | Sodalício de Vida Cristã                                                                                          | Peru                 |
| Organismos de ajuda                                            |                                             | |                      |
| 238.                                                           | Dom Carlos Quintana Puente                  | Diretor Executivo do Secretariado para a Igreja da América Latina da Conferencia Episcopal dos Estados Unidos     | Estados Unidos       |
| 239.                                                           | Dom Bernd Klaschka                          | Diretor da Adveniat                                                                                               | Alemanha             |
| 240.                                                           | Dom Josef Sayer                             | Diretor da Obra Misereor                                                                                          | Alemanha             |
| 241.                                                           | Padre Joaquín Alliende Luco                 | Assistente Eclesiástico Internacional da Kirche in Not                                                            | Alemanha             |
| 242.                                                           | Dom Piergiuseppe Vacchelli                  | Presidente do Comitê para as Intervenções Caritativas a favor do Terceiro Mundo da Conferencia Episcopal Italiana | Itália               |
| 243.                                                           | Sr. Einardo Bingemer                        | Responsável da Fundação Stichting PORTICUS para a América Latina                                                  | Brasil               |

### Observadores
Representantes de outras igrejas, comunidades eclesiais ou confissões religiosas.
| #    | Nome                             | Cargo, função | País           |
| ---- | -------------------------------- | --- | -------------- |
| 244. | Sua Eminência Tarasios           | Metropolita de Buenos Aires e de toda América do Sul da Igreja Grega Ortodoxa Exarca do Patriarcado Ecumênico              | Argentina      |
| 245. | Sua Graça Dexel Wellington Gómez | Arcebispo Anglicano | Bahamas        |
| 246. | Pastor Dr. Walter Altmann        | Presidente da Igreja Evangélica de Confissão Luterana no Brasil Moderador do Comitê Central do Conselho Mundial de Igrejas | Brasil         |
| 247. | Pastor Dr. Néstor Oscar Míguez   | Pastor Metodista Professor Titular em Bíblia e Teologia Sistemática                                                        | Argentina      |
| 248. | Pastor Dr. Juan Sepúlveda        | Igreja Missão Pentecostal                                                                                                  | Chile          |
| 249. | Pastora Dra. Ofelia Ortega       | Presbiteriana Co-Presidenta do Conselho Mundial de Igrejas                                                                 | Nicarágua      |
| 250. | Pastor Harold Segura             | Presidente da União Batista Latino-americana                                                                               | Estados Unidos |
| 251. |                                  | Representante da Comunidade Judaica.                                                                                       | Brasil         |

### Peritos
A função dos peritos é assessorar a presidência e a secretaria geral da Conferência, nos assuntos de sua competência.
| #    | Nome                                           | Cargo, função                                                                                     | País      |
| ---- | ---------------------------------------------- | ------------------------------------------------------------------------------------------------- | --------- |
| 252. | Padre Dr. Mariano Fazio, OD                    | Pontifícia Universidade da Santa Cruz                                                             | Argentina |
| 253. | Padre Dr. Carlos María Galli                   | Universidade Católica Argentina                                                                   | Argentina |
| 254. | Padre Dr. Roberto Tomichá Charupá, O.F.M.Conv. | Universidade Católica Boliviana San Pablo                                                         | Bolívia   |
| 255. | Dom João Carlos Petrini                        | Bispo Auxiliar de São Salvador da Bahia                                                           | Brasil    |
| 256. | Padre Mário de França Miranda, S.J.            | Pontifícia Universidade Católica do Rio de Janeiro                                                | Brasil    |
| 257. | Padre Geraldo Luiz Borges Hackmann             | Pontifícia Universidade Católica do Rio Grande do Sul                                             | Brasil    |
| 258. | Professora Sandra Ferreira Ribeiro             | Movimento Focolare                                                                                | Brasil    |
| 259. | Dr. Guillermo León Escobar Herrán              | Professor de Sociologia Política                                                                  | Colômbia  |
| 260. | Dom Santiago Silva Retamales                   | Bispo Auxiliar de Valparaíso                                                                      | Chile     |
| 261. | Dr. Pedro Morandé Court                        | Pontifícia Universidade Católica do Chile                                                         | Chile     |
| 262. | Rev. Dr. Francesco Petrillo                    | Superior Geral dos Clérigos Regulares da Mãe de Deus Professor de Mariologia                      | Itália    |
| 263. | Sra. Norma Treviño-Cueva de Villarreal         | Grupo Interdisciplinar para os Temas das Mulheres                                                 | México    |
| 264. | Padre Dr. Javier García González , LC          | Centro Sacerdotal Maria Mater Ecclesiae                                                           | México    |
| 265. | Professor Guzmán Carriquiry                    | Subsecretario do Pontifício Conselho para os Leigos                                               | Uruguai   |
| 266. | Lic. Ana Maria Fons Martín                     | Diretora Nacional de Leigos Responsável da Seção de Formação da Conferência Episcopal venezuelana | Venezuela |